# ジュリアン・デュヴィヴィエ

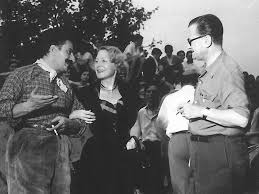
ジュリアン・デュヴィヴィエ

ジュリアン・デュヴィヴィエ（Julien Duvivier, 1896年10月3日 - 1967年10月30日）は、フランスの映画監督、脚本家、俳優。

## 来歴
ノール県リールに生まれる。
パリで舞台俳優として活躍していたが、舞台助監督から舞台監督となり、1919年に映画監督としてデビュー。しばらくヒットに恵まれなかったが、1930年代から数々の名作を作り上げた。
彼は古典フランス映画のビッグ5の1人である。他の4人は、ジャック・フェデー、ジャン・ルノワール、ルネ・クレール、マルセル・カルネである。
第二次世界大戦中は、アメリカ合衆国に亡命。しかし、あまりハリウッドとは水に合わず、戦後再びフランスに戻り作品を撮り続けた。
1967年10月30日、パリ市内で自動車を運転中に心臓発作を起こし昏倒し、他の車に衝突し、そのはずみで街路樹に激突する事故を起こして死去した。満71歳没。なお、衝突された車にはモーリス・シューマンが乗っていたが、モーリスに怪我は無かった。

## 人物
- 日本では彼の作品が戦前から異常なほど人気があり、映画史研究家ジョルジュ・サドゥールによれば、「この監督は、東洋の一小国だけにおいて、熱烈な観客がいる」と言わしめているほどであった。現在では、フランス本国においても正当な評価を受けている。
- 1959年6月8日から13日にかけて、第2回フランス映画祭が東京都の読売ホールで開催された。デュヴィヴィエはミレーヌ・ドモンジョとともに映画祭に参加するため来日した。映画祭ではデュヴィヴィエの『陽気なドン・カミロ』が上映作品のなかに含まれていた[1][2]。

## 主な監督作品

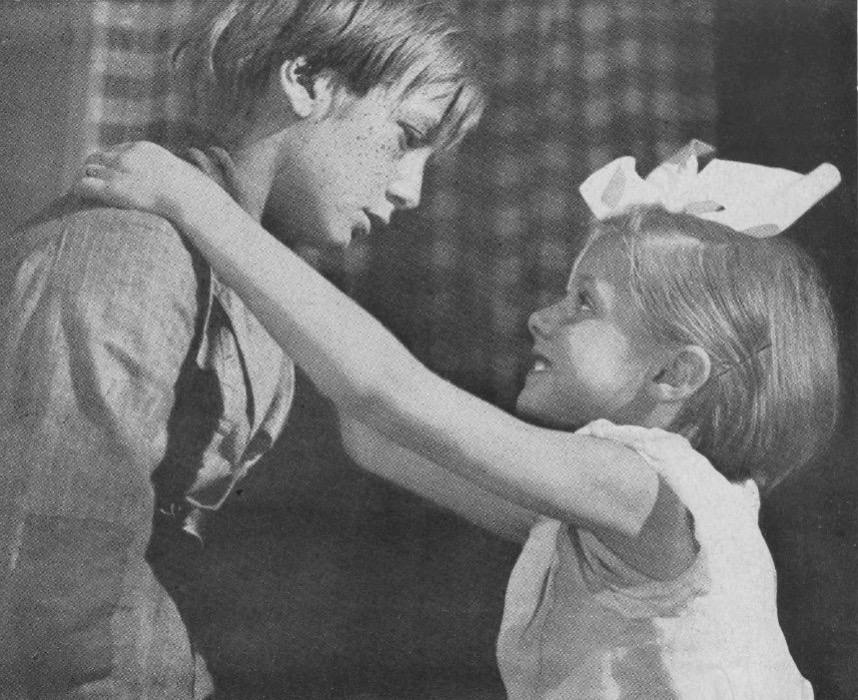
『にんじん』（1932年）

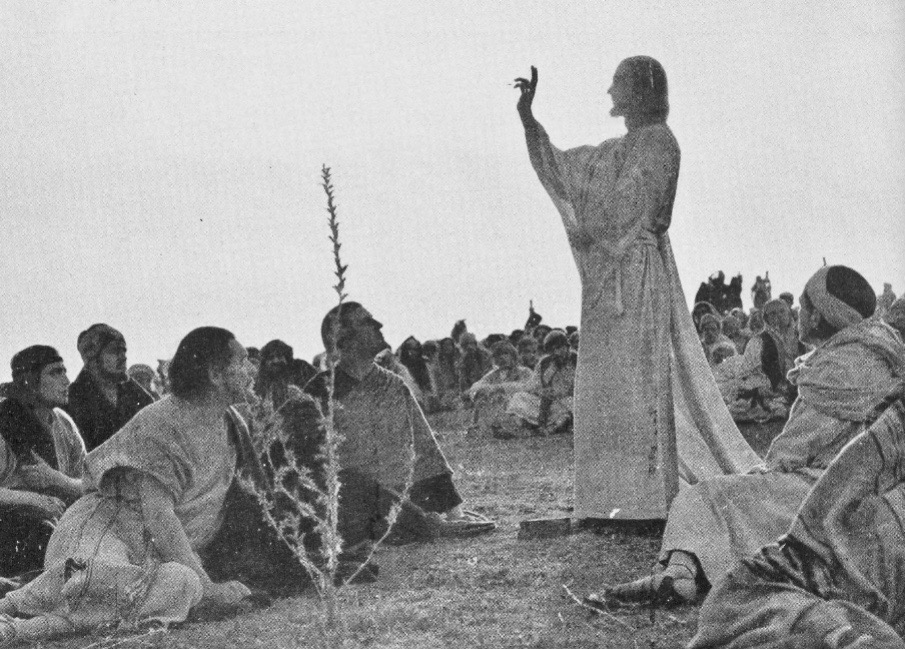
『ゴルゴダの丘』（1935年）

- 資本家ゴルダー -David Golder (1930)
- カイロの戦慄 - Les cinq gentlemen maudits/Die fünf verfluchten Gentlemen (1931)※フランス語版・ドイツ語版
- 巴里-伯林 -Allo Berlin ? Ici Paris! (1931)
- にんじん -Poil de carotte (1932 原作:ジュール・ルナール）[3]
- モンパルナスの夜 -La tête d'un homme (1933)
- 商船テナシチー -Le paquebot Tenacity (1934)
- 白き處女地 - Maria Chapdelaine (1934)
- ゴルゴダの丘 -Golgotha (1935)
- 地の果てを行く - La Bandera (1935)
- 巨人ゴーレム -Le Golem (1936)
- 我等の仲間 - La belle équipe (1936)
- 望郷 - Pépé le Moko (1937)
- 舞踏会の手帖 -Un carnet de bal (1937)
- グレート・ワルツ - The Great Waltz (1938)
- 旅路の果て - La fin du jour (1939)
- 幻の馬車 - La charrette fantôme (1939)
- わが父わが子 - Untel père et fils (1940)
- リディアと四人の恋人 - Lydia (1941)
- 運命の饗宴 - Tales of Manhattan (1942)
- 肉体と幻想 -Flesh and Fantasy (1943)
- 逃亡者 -The Impostor (1944)
- パニック  -Panique (1946)
- アンナ・カレニナ -Anna Karenina  (1948)
- 神々の王国 -Au royaume des cieux (1949)
- 巴里の空の下セーヌは流れる -Sous le ciel de Paris (1951)
- 陽気なドン・カミロ -Petit monde de Don Camillo (1951)
- アンリエットの巴里祭 -La Fête à Henriette (1952)
- ドン・カミロ頑張る -Le Retour de Don Camillo (1953)
- 埋れた青春 -L'affaire Maurizius (1954)
- わが青春のマリアンヌ -Marianne de ma jeunesse/Marianne, meine Jugendliebe (1955)※フランス語版・ドイツ語版
- 殺意の瞬間 - Voici le temps des assassins (1956)
- 奥様ご用心 -Pot-Bouille (1957)[4]
- 私の体に悪魔がいる -La Femme et le pantin (1959)
- 自殺への契約書 -Marie-Octobre (1959)
- 並木道 -Boulevard (1960)
- 火刑の部屋 -La Chambre ardente (1962)
- フランス式十戒 -Le Diable et les dix commandements (1962)
- めんどりの肉 -Chair de poule (1963)
- 悪魔のようなあなた -Diaboliquement vôtre (1967)